# Bábrio
Bábrio (em latim: Babrius) foi um poeta romano que escrevia fábulas em grego, entre os séculos II e III. Fez várias fábulas como "O pássaro e o galo" ou "O Sol e as rãs"…